# Associazione Calcio Prato 2005-2006
Questa pagina raccoglie le informazioni riguardanti l'Associazione Calcio Prato nelle competizioni ufficiali della stagione 2005-2006.

## Rosa
| N. |                   | Ruolo | Calciatore           |
| -- | ----------------- | ----- | -------------------- |
|    | Italia (bandiera) | C     | Niky Agnorelli       |
|    | Italia (bandiera) | A     | Pasquale Basilico    |
|    | Italia (bandiera) | A     | Andrea Bindi         |
|    | Italia (bandiera) | D     | Michael Carusio      |
|    | Italia (bandiera) | C     | Lorenzo Cecchi       |
|    | Italia (bandiera) | C     | Andrea Gori Chiopris |
|    | Italia (bandiera) | C     | Luca Cichella        |
|    | Italia (bandiera) | A     | Nicholas Dati        |
|    | Italia (bandiera) | C     | Paolo De Crescenzo   |
|    | Italia (bandiera) | C     | Alessandro Diamanti  |
|    | Italia (bandiera) | C     | Niccolò Esposito     |
|    | Italia (bandiera) | D     | Filippo Fattori      |
|    | Italia (bandiera) | A     | Davide Favaro        |
|    | Italia (bandiera) | P     | Americo Gambardella  |
|    | Italia (bandiera) | D     | Daniele Ghidotti     |
|    | Italia (bandiera) | C     | Massimiliano Grego   |
|    | Italia (bandiera) | D     | Paolo Ignesti        |
|    | Italia (bandiera) | D     | Giuliano Lamma       |

| N. |                     | Ruolo | Calciatore          |
| -- | ------------------- | ----- | ------------------- |
|    | Italia (bandiera)   | D     | Alessandro Lamonica |
|    | Italia (bandiera)   | P     | Stefano Layeni      |
|    | Italia (bandiera)   | A     | Stefano Lorenzi     |
|    | Italia (bandiera)   | A     | Simone Malatesta    |
|    | Italia (bandiera)   | C     | Francesco Mariani   |
|    | Italia (bandiera)   | C     | Cristian Mauro      |
|    | Italia (bandiera)   | D     | Mattia Mela         |
|    | Francia (bandiera)  | C     | Medhy Ouchene       |
|    | Italia (bandiera)   | P     | Francesco Palmieri  |
|    | Svizzera (bandiera) | D     | Daniel Panizzolo    |
|    | Italia (bandiera)   | A     | Ivan Paolacci       |
|    | Italia (bandiera)   | A     | Alessandro Paolucci |
|    | Italia (bandiera)   | A     | Giancarlo Romairone |
|    | Italia (bandiera)   | C     | Edoardo Rosi        |
|    | Italia (bandiera)   | C     | Dino Sangiovanni    |
|    | Italia (bandiera)   | C     | Gabriele Tanaglioni |
|    | Italia (bandiera)   | C     | Paolo Tarini        |
|    | Italia (bandiera)   | C     | Stefano Turi        |